# Rosenskottstekel
Rosenskottstekel (Ardis pallipes) är en stekelart som först beskrevs av Audinet-serville 1823.  Rosenskottstekeln ingår i släktet Ardis, och familjen bladsteklar. Arten är reproducerande i Sverige.